# Liste der Resolutionen des UN-Sicherheitsrates (1998)
Diese Liste der Resolutionen des UN-Sicherheitsrates nennt die vom Sicherheitsrat der Vereinten Nationen im Jahr 1998 verabschiedeten Resolutionen.
| Nummer | Beschluss vom | Gegenstand | Mission |
| ------ | ------------- | --- | ------- |
| 1147   | 13. Januar    | Verlängerung Mandat der Mission der Vereinten Nationen von Beobachtern in Prevlaka                                                         |         |
| 1148   | 26. Januar    | Bedingungen für die Identifizierung für das Referendum in Westsahara                                                                       | MINURSO |
| 1149   | 27. Januar    | Verlängerung Mandat der Beobachtermission der Vereinten Nationen in Angola                                                                 |         |
| 1150   | 30. Januar    | Verlängerung Mandat der Beobachtermission der Vereinten Nationen in Georgien                                                               |         |
| 1151   | 30. Januar    | Verlängerung Mandat der United Nations Interim Force im Libanon                                                                            | UNIFIL  |
| 1152   | 5. Februar    | Verlängerung Mandat der Mission interafricaine de surveillance des Accords de Bangui                                                       | MISAB   |
| 1153   | 20. Februar   | Maßnahmen zur Erleichterung der Lieferung von humanitären Hilfe für das irakische Volk                                                     |         |
| 1154   | 2. März       | Die Annahme durch den Irak von den Bedingungen der Resolution 687 des UN-Sicherheitsrates (1991)                                           |         |
| 1155   | 16. März      | Verlängerung Mandat der Mission interafricaine de surveillance des Accords de Bangui                                                       | MISAB   |
| 1156   | 16. März      | Beendet Erdölsanktionen gegen Sierra Leone                                                                                                 |         |
| 1157   | 20. März      | Modalitäten der Präsenz der Vereinten Nationen in Angola                                                                                   |         |
| 1158   | 25. März      | Verlängerung des Oil-for-Food Programms im Irak                                                                                            |         |
| 1159   | 27. März      | Legt die Mission der Vereinten Nationen in der Zentralafrikanischen Republik fest                                                          |         |
| 1160   | 31. März      | Waffenembargo gegen die Bundesrepublik Jugoslawien (Serbien und Montenegro)                                                                |         |
| 1161   | 9. April      | Reaktiviert internationale Untersuchungskommission zu Verletzungen des Waffenembargos gegen Ruanda                                         |         |
| 1162   | 17. April     | Verteilt militärischen Verbindungs- und Security Advisory Personal Sierra Leone                                                            |         |
| 1163   | 17. April     | Verlängerung Mandat der Mission der Vereinten Nationen für das Referendum in Westsahara                                                    | MINURSO |
| 1164   | 29. April     | Verlängerung Mandat der Beobachtermission der Vereinten Nationen in Angola                                                                 |         |
| 1165   | 30. April     | Stellt dritte Strafkammer am Internationalen Strafgerichtshof für Ruanda auf                                                               |         |
| 1166   | 13. April     | Stellt dritte Strafkammer am Internationalen Strafgerichtshof für das ehemalige Jugoslawien                                                |         |
| 1167   | 14. Mai       | Verlängerung Mandat der Mission der Vereinten Nationen Beobachtermission in Tadschikistan                                                  |         |
| 1168   | 21. Mai       | Stärkt die International Police Task Force in Bosnien und Herzegowina                                                                      |         |
| 1169   | 27. Mai       | Verlängerung Mandat der Vereinten Nationen Disengagement Observer Force                                                                    |         |
| 1170   | 28. Mai       | Konfliktprävention, Frieden und Sicherheit in Afrika                                                                                       |         |
| 1171   | 4. Juni       | Beendet Waffenembargo gegen die Regierung von Sierra Leone; verhängt Reiseverbot                                                           |         |
| 1172   | 6. Juni       | Verurteilt Atomtests durchgeführt von Indien und Pakistan                                                                                  |         |
| 1173   | 12. Juni      | Erlegt weitere Sanktionen gegen die UNITA in Angola                                                                                        |         |
| 1174   | 15. Juni      | Verlängerung Mandat der Mission der Vereinten Nationen in Bosnien und Herzegowina                                                          |         |
| 1175   | 19. Juni      | Erlaubt Staaten, die Ölexporte an den Irak zu erhöhen                                                                                      |         |
| 1176   | 24. Juni      | Maßnahmen gegen die UNITA in Angola |         |
| 1177   | 26. Juni      | Krieg zwischen Eritrea und Äthiopien |         |
| 1178   | 29. Juni      | Verlängerung Mandat der Friedenstruppe der Vereinten Nationen in Zypern                                                                    |         |
| 1179   | 29. Juni      | Abwicklung des Zypern-Streit |         |
| 1180   | 29. Juni      | Verlängerung Mandat der Beobachtermission der Vereinten Nationen in Angola; nimmt Rückzug der militärischen Komponente                     |         |
| 1181   | 13. Juli      | Legt die Beobachtermission der Vereinten Nationen in Sierra Leone                                                                          |         |
| 1182   | 14. Juli      | Verlängerung Mandat der Mission der Vereinten Nationen in der Zentralafrikanischen Republik                                                |         |
| 1183   | 15. Juli      | Verlängerung Mandat der Mission der Vereinten Nationen von Beobachtern in Prevlaka                                                         |         |
| 1184   | 16. Juli      | Stellt Gericht Monitoring-Programm in Bosnien und Herzegowina                                                                              |         |
| 1185   | 20. Juli      | Verlängerung Mandat der Mission der Vereinten Nationen für das Referendum in Westsahara                                                    | MINURSO |
| 1186   | 21. Juli      | Verlängerung Mandat der Vereinten Nationen Präventiveinsatztruppe                                                                          |         |
| 1187   | 30. Juli      | Verlängerung Mandat der Beobachtermission der Vereinten Nationen in Georgien                                                               |         |
| 1188   | 30. Juli      | Verlängerung Mandat der United Nations Interim Force im Libanon                                                                            | UNIFIL  |
| 1189   | 13. August    | Verurteilt Terroranschläge auf die Botschaften der Vereinigten Staaten in Daressalam und Nairobi                                           |         |
| 1190   | 13. August    | Verlängerung Mandat der Beobachtermission der Vereinten Nationen in Angola; Absendung des Sonderbeauftragten                               |         |
| 1191   | 27. August    | Nominierungen für den Richter am Internationalen Strafgerichtshof für das ehemalige Jugoslawien                                            |         |
| 1192   | 27. August    | Arrangements für Studie über 2 Libyer für die Bombardierung von Pan Am Flug 103 über Lockerbie                                             |         |
| 1193   | 28. August    | Der Bürgerkrieg in Afghanistan |         |
| 1194   | 9. September  | Irak die Entscheidung zur Zusammenarbeit mit der Aussetzung International Atomic Energy Agency und Sonderkommission der Vereinten Nationen |         |
| 1195   | 15. September | Verlängerung Mandat der Beobachtermission der Vereinten Nationen in Angola                                                                 |         |
| 1196   | 16. September | Überwachung von Waffenembargos in Afrika                                                                                                   |         |
| 1197   | 18. September | Die Zusammenarbeit zwischen den Vereinten Nationen und Organisation der Afrikanischen Einheit                                              |         |
| 1198   | 18. September | Verlängerung Mandat der Mission der Vereinten Nationen für das Referendum in Westsahara                                                    | MINURSO |
| 1199   | 23. September | Krieg im Kosovo |         |
| 1200   | 30. September | Nominierungen für den Richter am Internationalen Strafgerichtshof für Ruanda                                                               |         |
| 1201   | 15. Oktober   | Vergrößert und Verlängerung das Mandat der Mission der Vereinten Nationen in der Zentralafrikanischen Republik                             |         |
| 1202   | 15. Oktober   | Verlängerung Mandat der Beobachtermission der Vereinten Nationen in Angola                                                                 |         |
| 1203   | 24. Oktober   | Die Einhaltung Resolution 1199 über Kosovo                                                                                                 |         |
| 1204   | 30. Oktober   | Verlängerung Mandat der Mission der Vereinten Nationen für das Referendum in Westsahara                                                    | MINURSO |
| 1205   | 5. November   | Verurteilt den Irak und fordert die Einhaltung früherer Resolutionen sein Waffen-Programm betreffend                                       |         |
| 1206   | 12. November  | Verlängerung Mandat der Mission der Vereinten Nationen Beobachtermission in Tadschikistan                                                  |         |
| 1207   | 17. November  | Haftbefehle ausgestellt von der Ausführung Internationalen Strafgerichtshof für das ehemalige Jugoslawien                                  |         |
| 1208   | 19. November  | Humanitäre Situation und Flüchtlingslager in Afrika                                                                                        |         |
| 1209   | 19. November  | Unerlaubten Waffenhandel und innerhalb Afrikas                                                                                             |         |
| 1210   | 24. November  | Verlängerung irakischen Oil-for-Food Programme                                                                                             |         |
| 1211   | 25. November  | Verlängerung Mandat der Vereinten Nationen Disengagement Observer Force                                                                    |         |
| 1212   | 25. November  | Verlängerung Mandat der Vereinten Nationen Zivilpolizeimission in Haiti                                                                    |         |
| 1213   | 3. Dezember   | Letztmalige Verlängerung Mandat der Beobachtermission der Vereinten Nationen in Angola                                                     |         |
| 1214   | 8. Dezember   | Der Bürgerkrieg in Afghanistan |         |
| 1215   | 17. Dezember  | Verlängerung Mandat der Mission der Vereinten Nationen für das Referendum in Westsahara                                                    | MINURSO |
| 1216   | 21. Dezember  | Der Bürgerkrieg in Guinea-Bissau |         |
| 1217   | 22. Dezember  | Verlängerung Mandat der Friedenstruppe der Vereinten Nationen in Zypern                                                                    |         |
| 1218   | 22. Dezember  | Fortschritte in Richtung auf eine Beilegung des Zypern-Streit                                                                              |         |
| 1219   | 31. Dezember  | Absturz Flug 806 und Verschwinden anderer Flugzeuge über UNITA Gebiet in Angola                                                            |         |